# Huissen
Huissen es una localidad situada en el municipio de Lingewaard, en la Provincia de Güeldres de los Países Bajos. Esta ciudad cuenta con más de 17.500 habitantes.

## Galería

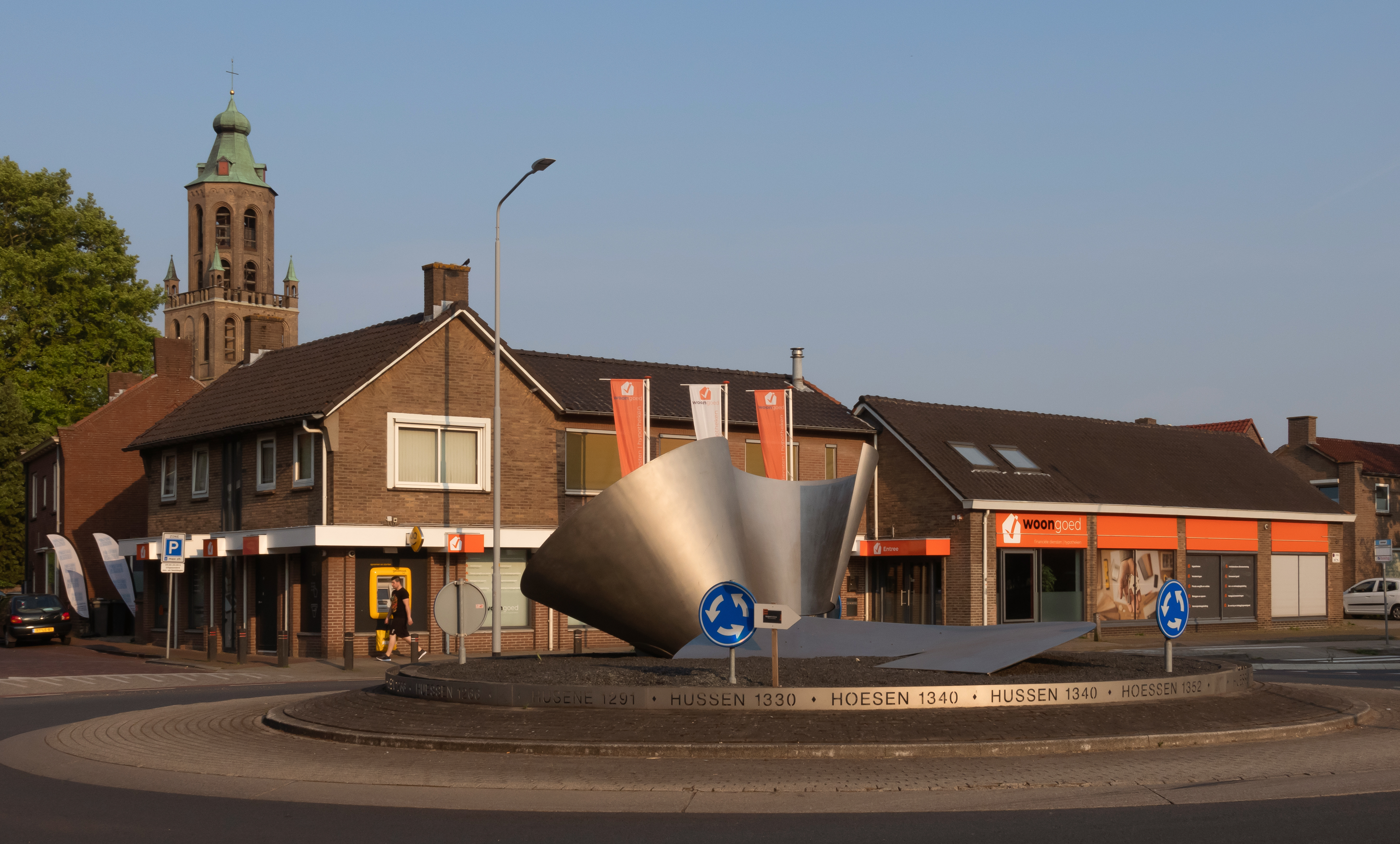
La escultura de la historia de Huissen
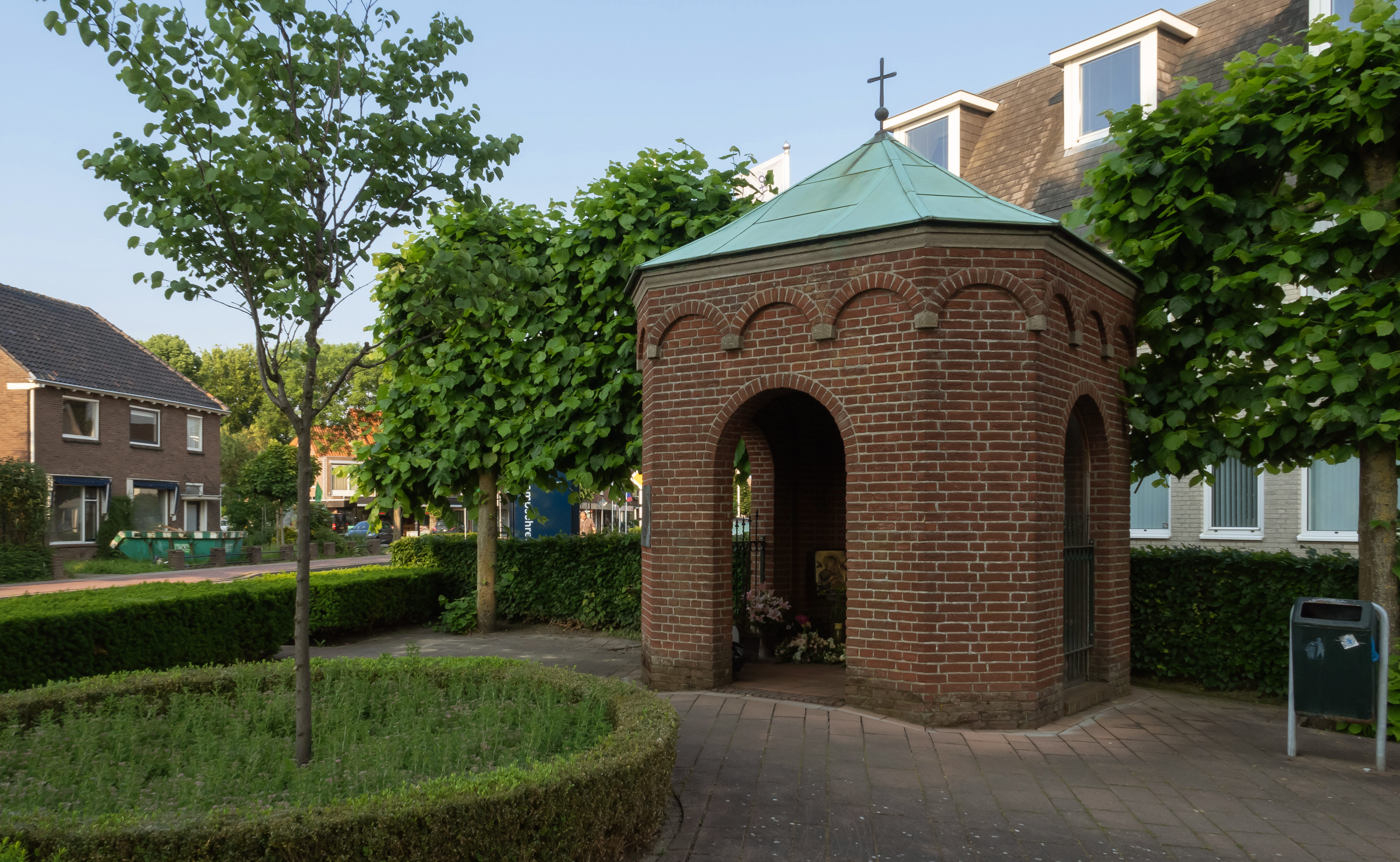
La capilla de la dama
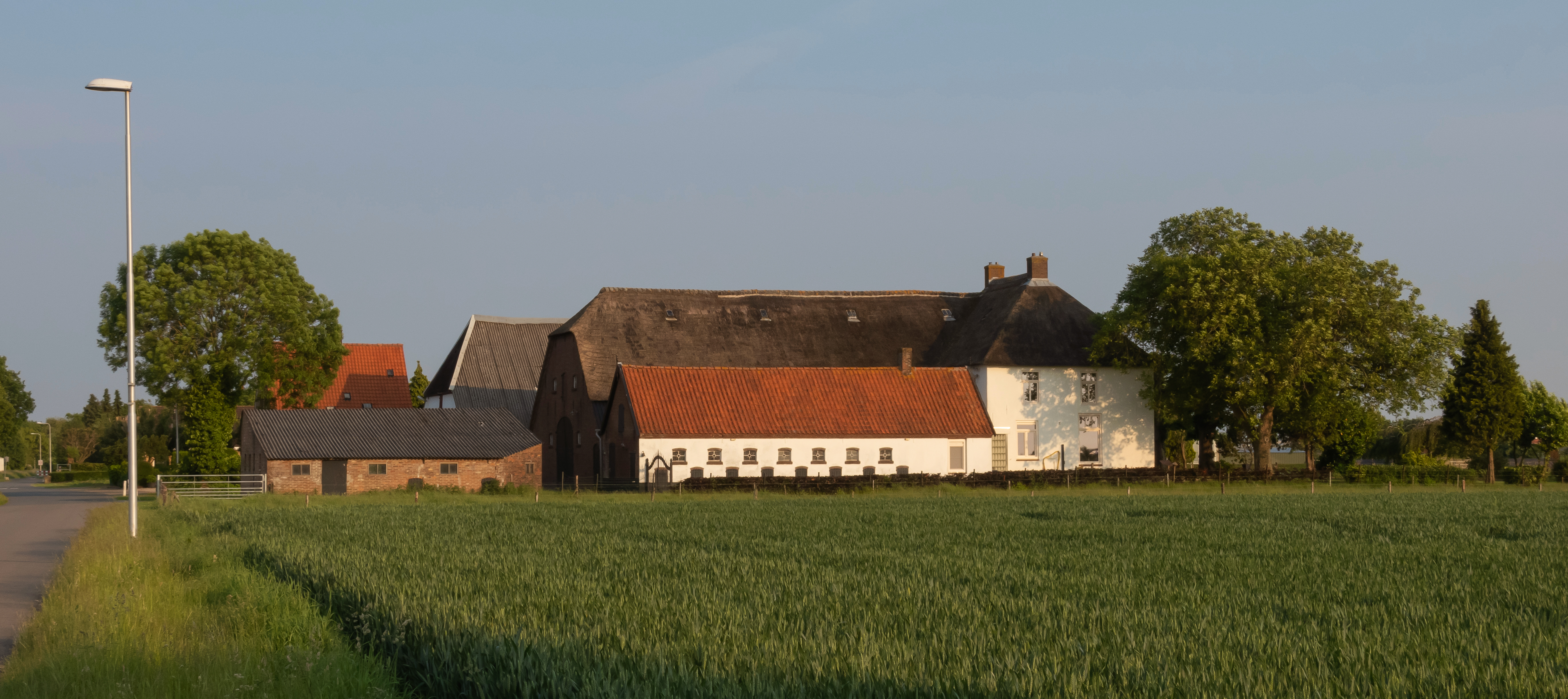
La granja en Huissen

- Datos: Q73084
- Multimedia: Huissen / Q73084